# Sáfrányos imola
A sáfrányos imola (Centaurea solstitialis) az őszirózsafélék családjába tartozó, Dél-Európában és Nyugat-Ázsiában őshonos, Észak-Amerikában invazívan terjedő növényfaj. 

## Megjelenése
A sáfrányos imola 15-75 (200) cm magas, lágyszárú, téli egyéves növény. Magvai ősszel vagy tavasszal csíráznak  és 7-26 levélből álló tőlevélrózsát (rozettát) képeznek. 5-15 cm-es tőlevelei mélyen karéjosak, karógyökere akár egy méteres mélységig is hatolhat. Nyílt terepen a levelek szétterülnek, de sűrűbb növényzet között felállóak. Tavasszal a tőlevélrózsa 15-75 cm magas, merev, felálló, a tövénél sokszorosan elágazó, szürkés-molyhos szárat növeszt. A váltakozó állású szárlevelek szőrösek, keskenyek, hegyes csúcsúak, ép szélűek. Felső levelei 1,3-2,5 cm hosszúak. 
Fészkes virágai egyesével állnak a szárvégeken. A váza alakú fészekörv tetején számtalan élénksárga színű, csöves virágocska tömörül. A fészekpikkelyek átfedők, merevek, papírszerűek. A pikkely középső murvája 1,2-2,5 cm hosszú, merev, sárga tüskévé módosult, amelynek tövén további egy-két pár rövidke tüske található. 
Termése kétféle kaszattermés. A külső sima, sötétbarna, 2-3 mm hosszú, megnyúlt, a tövénél bevágott. A belső halványabb és a tetején vékony, fehér repítőszőrök találhatók (a magok kb. 75-85%-a az utóbbi típushoz tartozik) 
Kromoszómaszáma 2n=16.

## Elterjedése és élőhelye
Eredetileg Dél-, Délkelet-Európában, valamint Nyugat- és Közép-Ázsiában élt. Ma már a legtöbb európai országban, Afrikában, Ausztráliában és Észak-Amerikában megtalálható, de az északi európai országok nem kedvezőek számára, ritka maradt vagy eltűnt. Az USA nyugati államaiban agresszívan terjedő, invazív gyomnövényként tartják számon. Magyarországon szórványosan fordul elő az Alföldön, a Dunántúlon és az Északi-középhegységben.   
Szárazságkedvelő. Száraz gyepek, gyomtársulások, útszélek lakója. Azokat az élőhelyeket kedveli, ahol a hűvös, nedves telet forró, száraz nyár követi. 
Magvainak egy része az őszi esőket követően, mások csak tavasszal csíráznak. Életciklusa szerint téli egyéves növény, de növekedése elhúzódhat és kétévessé is válhat. Általában tavasszal növeszti szárát és a nyár közepén, június végétől augusztusig virágzik. Virágait méhek és poszméhek porozzák be, az önmegtermékenyítés ritka. Augusztusban megérnek magvai, szárai és levelei szalmasárgára száradnak. Egy virágban átlagosan 38-45 mag található; a teljes növény 700-10 000 magot is érlelhet. A legtöbb mag egy éven belül csírázik, de néha akár 10 évig is elfekhetnek.  
A virágzó növényt a legelő állatok hosszú tüskéi miatt általában elkerülik, de a lovakra ezenfelül mérgező hatású (tehenekre, juhokra nem).
Magyarországon védett, természetvédelmi értéke 5 000 Ft. 

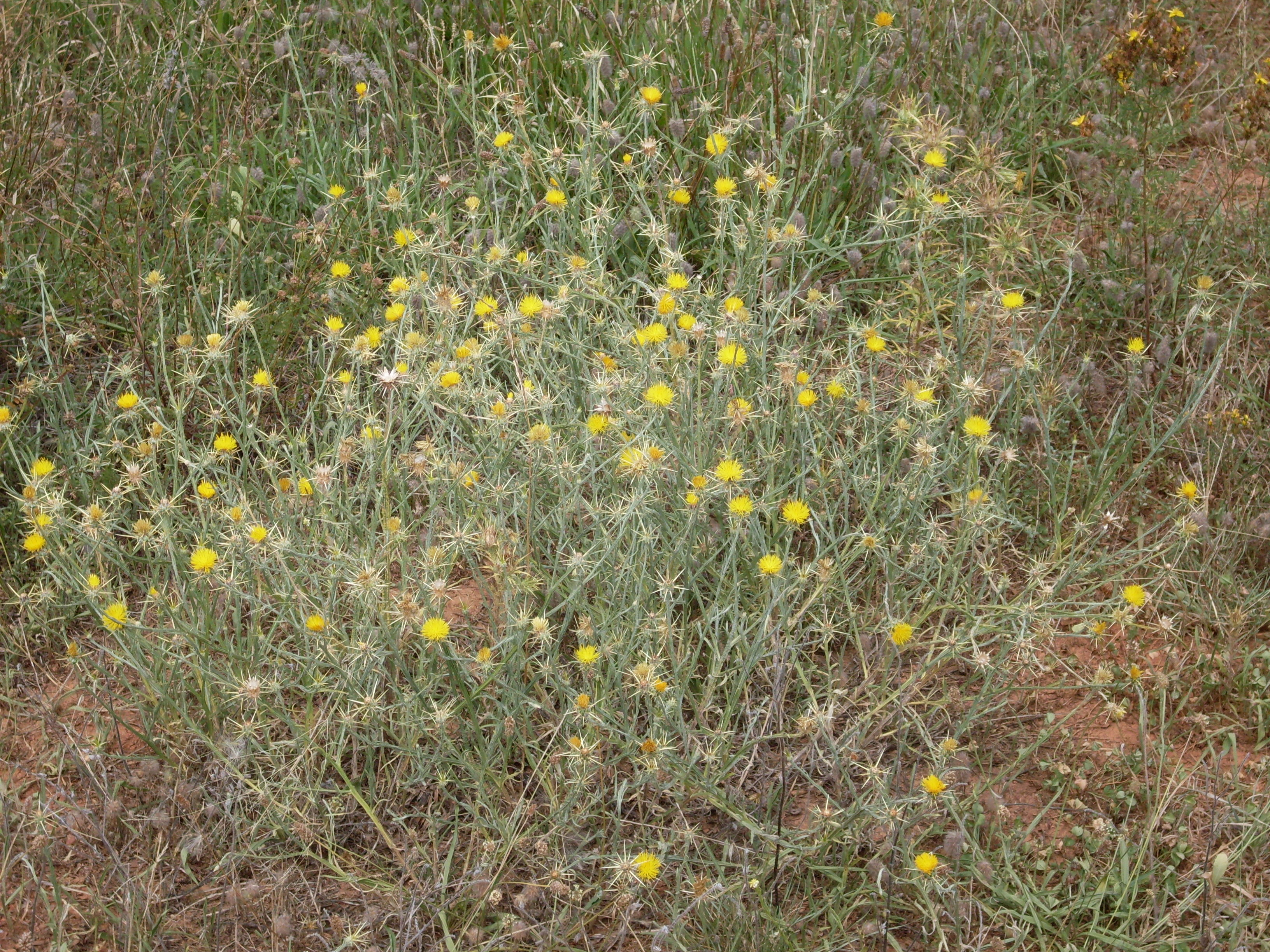
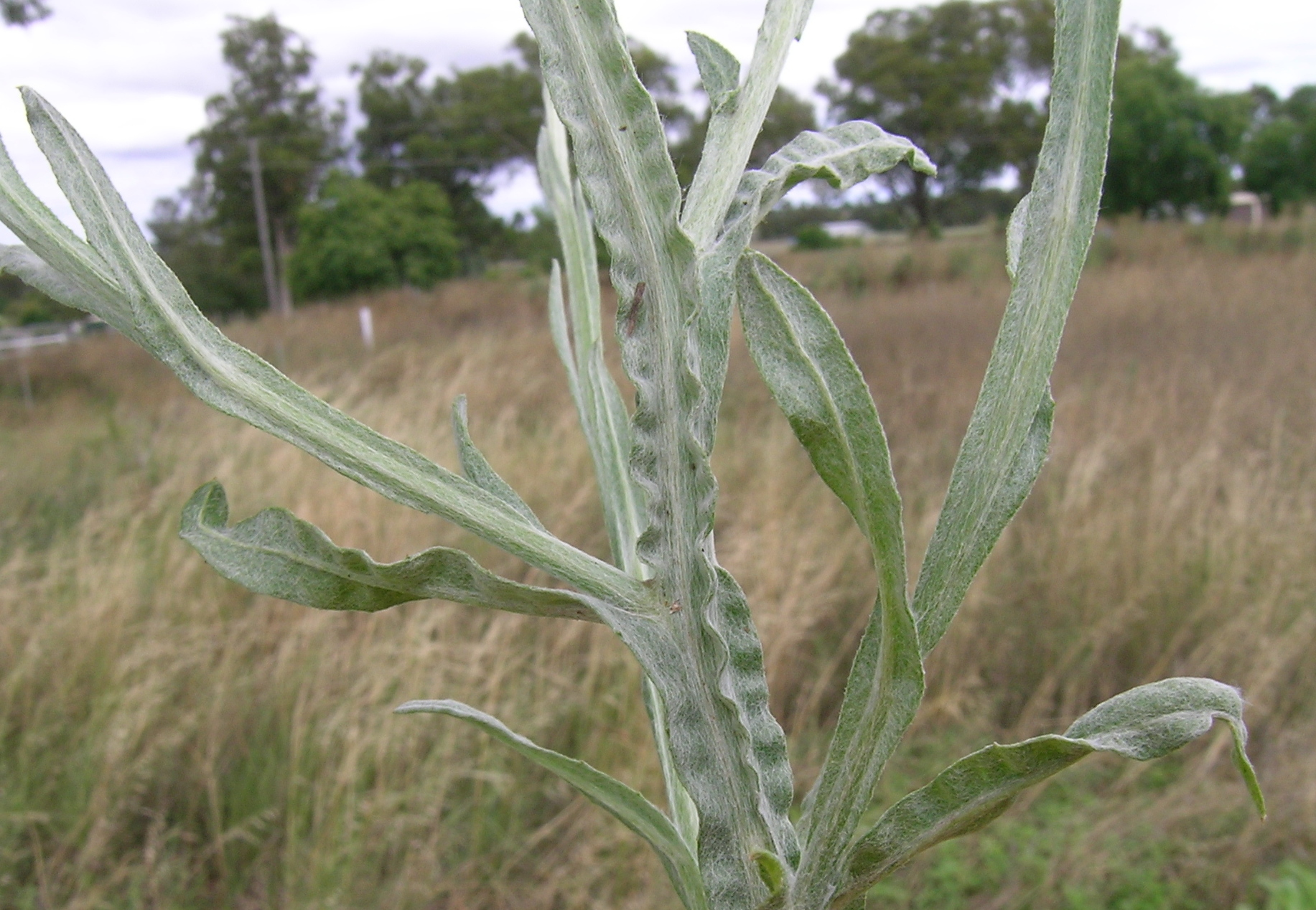
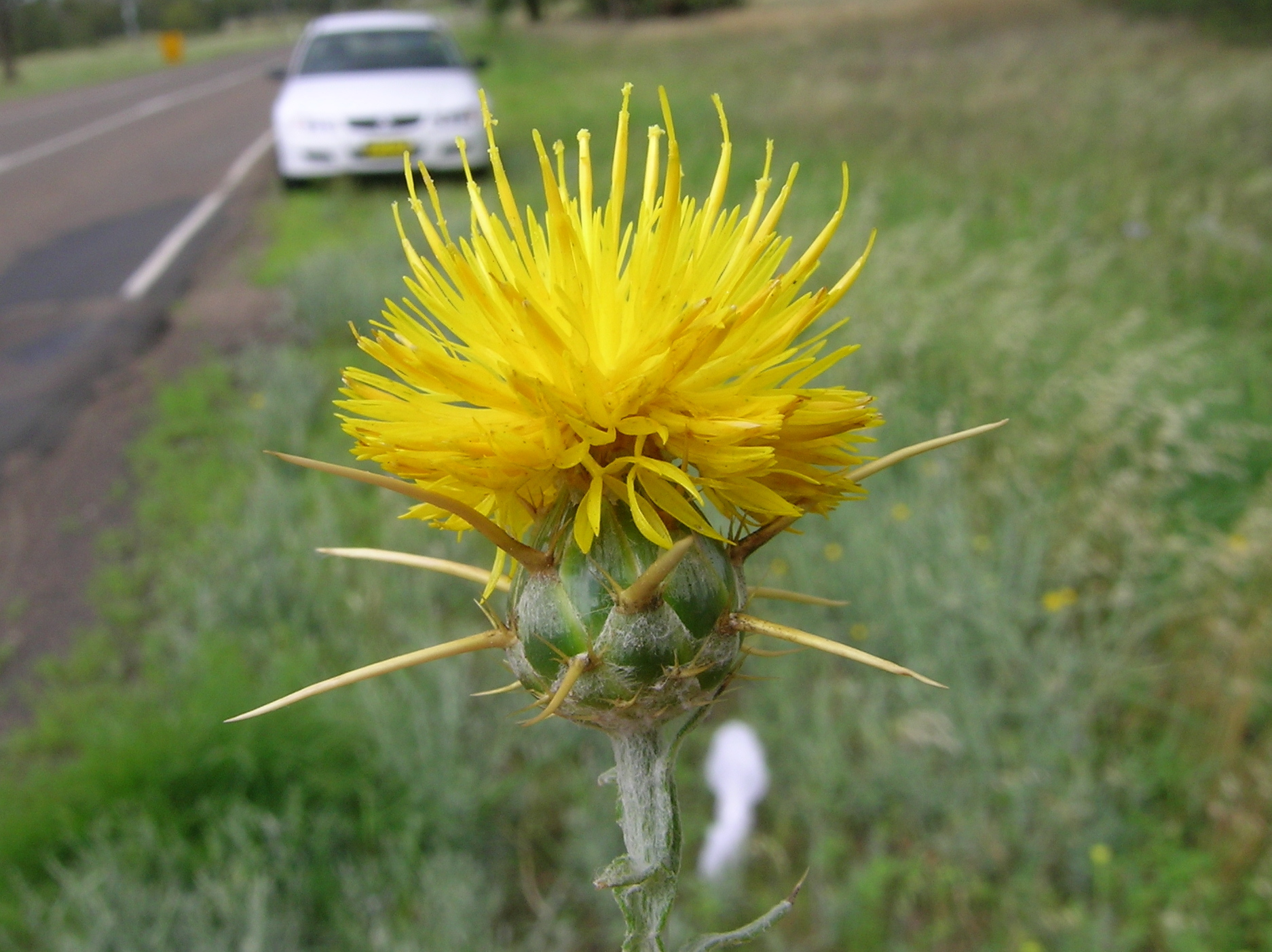
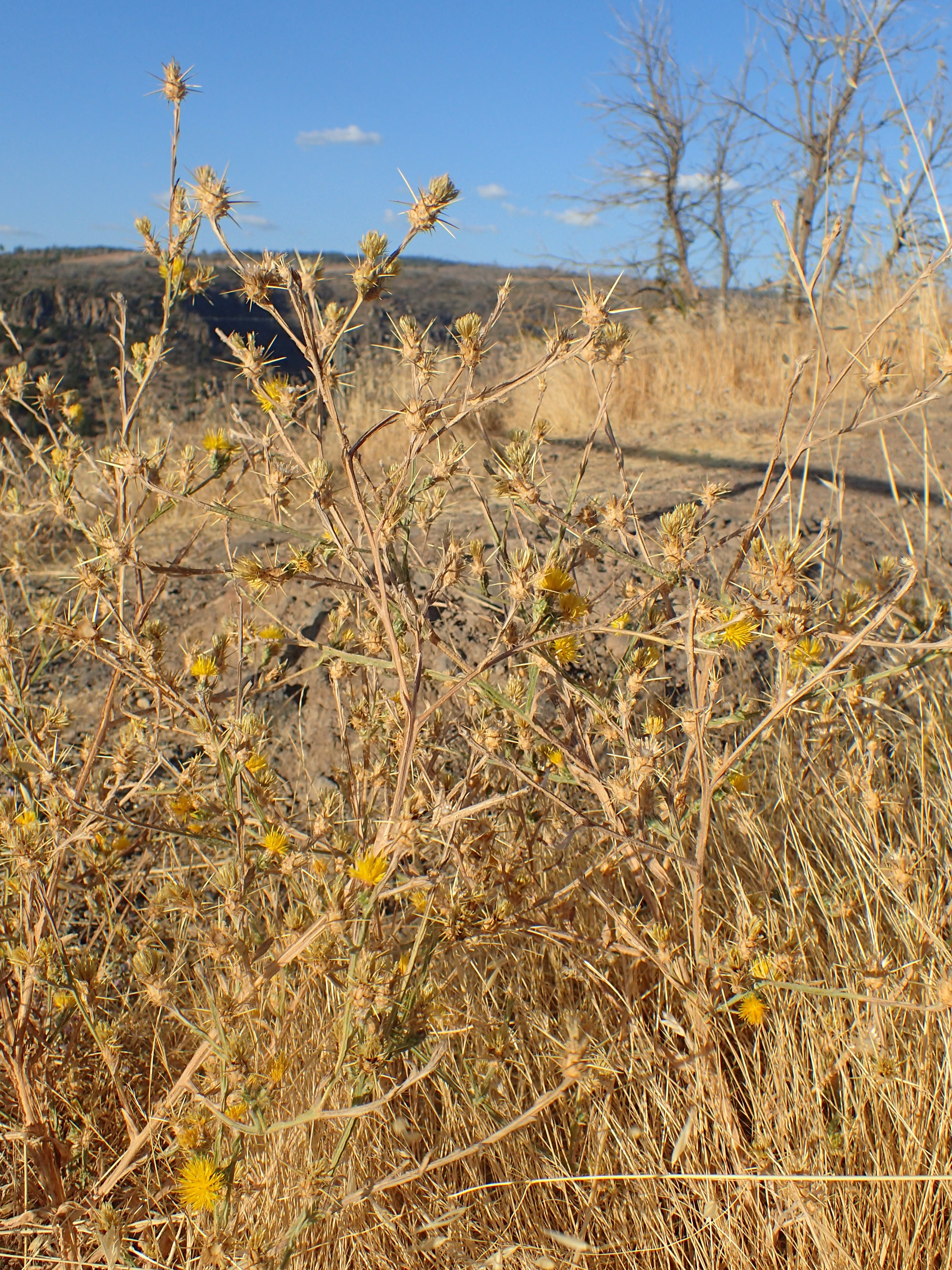
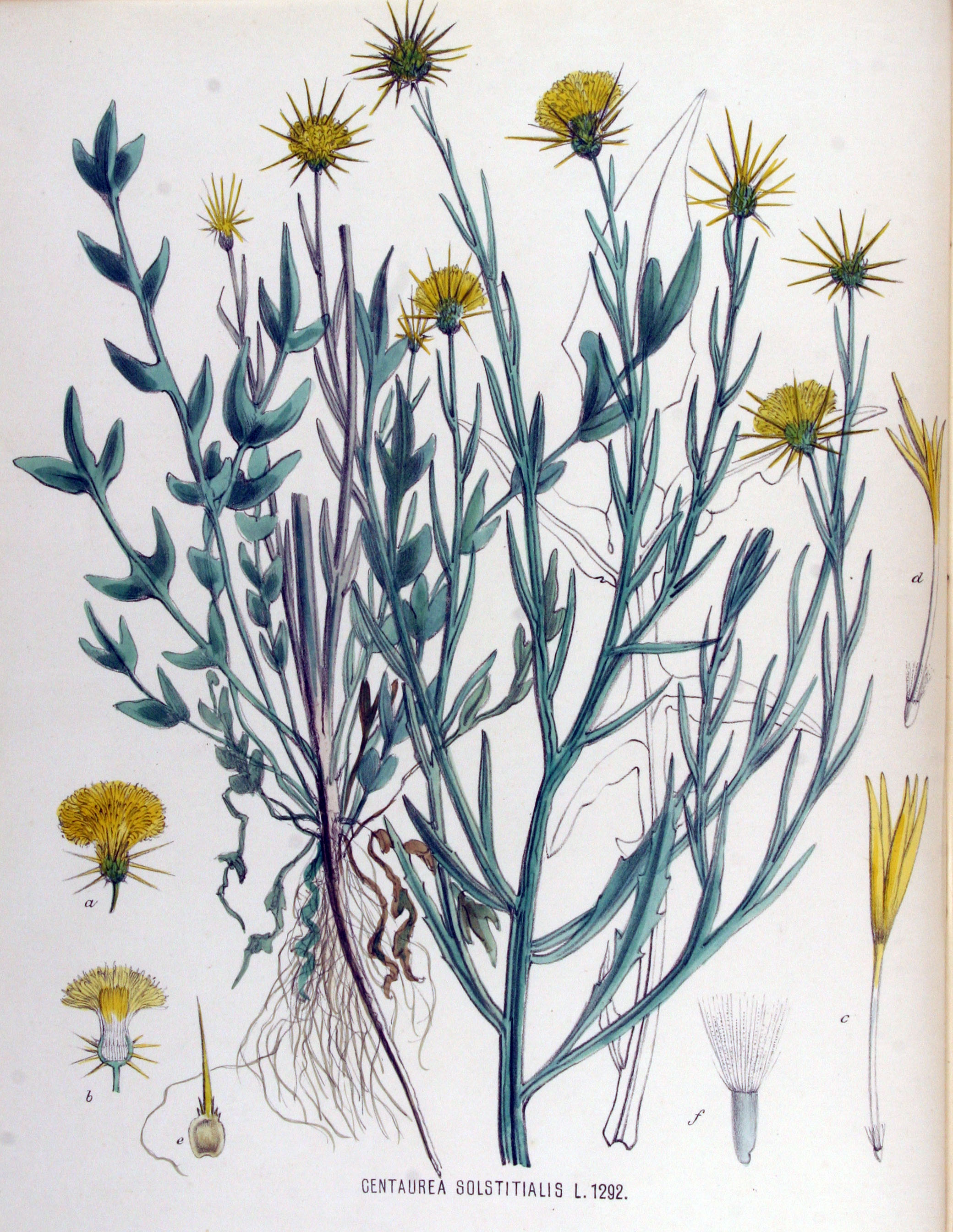